# Blaire White
Blaire White (nascida em 14 de setembro de 1993) é uma YouTuber americana e comentarista política. Descrevendo a sua posição política como centro-direita, ela é uma crítica do feminismo de terceira onda, de ativistas que ela encara como guerreiros da justiça social e de movimentos como Black Lives Matter. Blaire White apoiou Donald Trump para presidente em 2016; no entanto, demonstrou reservas sobre ele e as suas políticas no cargo. Blaire é contra atletas transgêneros competirem em competições femininas e acredita que crianças não podem ser transgêneros, sendo contra tratamento hormonal e cirúrgico em crianças e adolescentes. Ela é conhecida por apoiar o transmedicalismo, que caracteriza ideia de que para ser transgênero é preciso vivenciar disforia de gênero.

## Vida pessoal
Blaire White nasceu e morou em Los Angeles, Califórnia, tendo mudado recentemente para o Texas.
Ela descreve as suas crenças políticas como de centro-direita e não é crente em nenhuma fé, afirmando que a religião teve pouco significado na sua vida. Blaire White cepticamente apoiou Donald Trump na eleição presidencial dos Estados Unidos de 2016 e declarou que continua crítica de algumas das suas políticas e ações no cargo.
Documentando parte da sua transição, Blaire White fez uma cirurgia de feminização facial e aumento de seios. Após aproximadamente dez anos, ela afirmou que não seria mais vegan por "motivos de saúde" em março de 2018. Ela ainda tem um símbolo vegan tatuado no seu pulso direito. Em junho de 2018, Blaire White anunciou o seu noivado com o também YouTuber Joey Sarson. Em novembro de 2018, Blaire White compartilhou o seu desejo de ter filhos biologicamente e que pararia de tomar estrogénio temporariamente.